# Спектроскопија
Спектроскопија је дисциплина која се бави проучавањем међуделовања електромагнетног зрачења и материје. Основни елементи су извор зрачења, дисперзиони елемент (или монохроматор, дакле, део који разлаже зрачење на компоненте према енергији, фреквенцији или таласној дужини) и апсорбер зрачења. Ако су два од три елемента добро дефинисана онда се на основу емитованог и апсорбованог зрачења може сазнати нешто о ономе који је непознат. На пример, састав непознате легуре може да се одреди тако што се на њој високим напоном изазове варница чије се зрачење разложи призмом (или оптичком решетком) у спектар који се региструје погодним апсорбером (филм, фотоелемент...). На основу познатих особина дисперзионог елемента (призме или решетке) може да се одреди таласна дужина сваке компоненте у спектру а на основу познатих особина апсорбера њихови релативни интензитети, што је довољно да се утврди врста и концентрација метала у испитиваној легури.

## Теорија
Централна теорија спектроскопије је да је светлост направљена од различитих таласних дужина и да свака таласна дужина одговара различитој фреквенцији. Важност спектроскопије проистиче из чињенице да сваки различити елемент у периодичној табели има јединствени светлосни спектар описан фреквенцијама светлости које емитује или апсорбује и које се доследно појављују у истом делу електромагнетног спектра када се та светлост дефрактује. Ово је отворило читаво поље проучавања било чега што садржи атоме, што је сва материја. Спектроскопија је кључ за разумевање атомских својстава материје. Као таква спектроскопија је отворила многе нове подобласти науке које још нису биле откривене. Идеја да сваки атомски елемент има свој јединствени спектрални потпис омогућила је да се спектроскопија користи у широком броју поља од којих свако има специфичан циљ који се постиже различитим спектроскопским процедурама. Национални институт за стандарде и технологију одржава јавну базу података атомских спектра која се стално ажурира прецизним мерењима.
Проширење поља спектроскопије произилази из чињенице да се било који део електромагнетног спектра може користити за анализу узорка од инфрацрвеног до ултраљубичастог, што даје научницима податке о различитим особинама датог узорка. На пример, у хемијској анализи, најчешћи типови спектроскопије укључују атомску спектроскопију, инфрацрвену спектроскопију, ултраљубичасту и видљиву спектроскопију, Раманову спектроскопију и нуклеарну магнетну резонанцу. У нуклеарној магнетној резонанцији (НМР), теорија која стоји иза ње је да је фреквенција аналогна резонанцији и њеној одговарајућој резонантној фреквенцији. Резонанције по фреквенцији су први пут окарактерисане у механичким системима као што су клатна која имају фреквенцију кретања коју је чувено забележио Галилео.

## Подела
Спектроскопија је врло развијена дисциплина и дели се на бројне поддисциплине према
- врсти зрачења (фреквенцији) (радио, микроталасна, терахерцна, инфрацрвена, видљива, ултравиолетна, рендгенска, гама)
- нивоу интеракција (нуклеарна, атомска, молекулска, агрегациона)
- проналазачу (Месбауерова, Раманова...)
- техници (Фуријеова, резонантна, ласерска, кохерентна, емисиона, апсорпциона)

Из овога се стиче утисак да је број метода много већи од стварног. Таблица у следећем одељку даје бољи увид у везе међу разним методама и њиховим особинама.

## Веза међу спектроскопским методама и таласним дужинама
| ЕМ зрачење                  | Таласна дужина | Фреквенција         | Таласни број у cm−1 | Енергија у kJ/mol | основне особине                                 | Спектроскопска метода |
| --------------------------- | -------------- | ------------------- | ------------------- | ----------------- | ----------------------------------------------- | --- |
| Радио-таласи                | 100 - 1        | 3MHz - 300MHz             | 10−4 - 0,01         | 10−6 - 10−4       | Прелази нуклеарних спинова                      | НМР спектроскопија (такође радиоспектроскопија)                                                                                  |
| Радио-таласи                | 1m - 1cm          | 300MHz - 30GHz            | 0,01 - 1            | 10−4 - 0,01       | Прелази електронских спинова                    | Електронска спинска резонанција (ЕСР/ЕПР)                                                                                        |
| Микроталаси                 | 1cm - 100 µm     | 30GHz - 3*1012         | 1 - 100             | 0,01 -1           | Прелази у ротационим стањима                    | Микроталасна спектроскопија |
| Инфрацрвено зрачење         | 100 µm - 1 µm  | 3*1012Hz - 3*1014Hz | 100 - 104           | 1 - 100           | Промена вибрационих стања                       | Вибрациона спектроскопија; (Инфрацрвена спектроскопија (IR) и Раманова спектроскопија)                                           |
| Видљиво зрачење; UV-зрачење | 1 µm - 10 nm   | 3*1014Hz - 3*1016Hz | 104 - 106           | 100 - 104         | Промена стања спољашњих електрона               | UV/VIS-Спектроскопија (UV/Vis), Флуоресцентна спектроскопија; Ултрабрза спектроскопија; Атомска спектроскопија                   |
| Рендгенско зрачење          | 10 nm - 100pm  | 3*1016Hz - 3*1018Hz | 106 - 108           | 104 - 106         | Промена стања унутрашњих електрона              | Рендгенска спектроскопија (XRS); Електронска спектроскопија; Ожеова електронска спектроскопија (AES); Месбауерова спектроскопија |
| Гама зрачење                | 100 - 1        | 3*1018Hz - 3*1020Hz | 108 - 1010          | 106 - 108         | Промена нуклеарних стања (нуклеонски прелази) ) | Гама спектроскопија |

## Међуделовање електромагнетног зрачења и материје
За разлику од макроскопске скале где се већина промена одвија континуално (вода тече брже или спорије, већ колико се отвори славина) на атомском нивоу појаве су дискретне, тј., елементарни догађај се или одигра у целини или уопште до њега не дође (фотнон се или апсорбује у целини или се не апсорбује уопште). Дакле, на микроскопском нивоу све се дешава у скоковима и у порцијама (квантима) што се директно испољава у спектрима. Због дискретне (квантне) природе материје и већина спектара има дискретну структуру, тј., састоји се од дискретних линија или трака.
Одатле је јасно да је и међуделовање електромагнетног зрачења и материје дискретне природе. За приближни опис појава, поред квантне природе довољно је држати се првог принципа термодинамике из којег следи да укупна енергија система пре и после елементарног догађаја мора да остане очувана. У спектроскопији је тај принцип формулисан преко Боровог услова, према којем, да би дошло до интеракције, разлика енергијских нивоа у систему мора бити једнака енергији фотона електромагнетног зрачења.

#### Апсорпција зрачења
Систем апсорбује фотон и то само ако је енергија фотона једнака енергијској разлици међу нивоима у систему. После апсорпције зрачења, систем остаје у побуђеном стању. Таласастом стрелицом представљен је упадни фотон, хоризонталним линијама дискретни енергијски нивои а куглицама запоседнутост нивоа. Дакле, енергија фотона утрошена је да се систем преведе из основног у побуђено стање.

#### Спонтана емисија
Систем, који је првобитно био у побуђеном, спонтано се враћа у основно стање (или неко друго побуђено стање ниже енергије) уз емисију фотона. Као и код апсорпције, и овде мора да буде испуњен Боров услов те енергија емитованог фотона одговара енергијској разлици нивоа међу којима долази до прелаза. Вероватноћа за спонтану емисију расте приближно са трећим степеном енергијске разлике међу нивоима (два пута већа разлика има осам пута већу вероватноћу прелаза) али може да зависи и од локалних услова због којих вероватноћа може да буде и увећана и умањена. На пример, за функционисање ласера важно је постојање стабилизованих побуђених стања, тј., таквих стања где је вероватноћа за спонтану емисију много мања од очекиване.

#### Стимулисана емисија
Сваки систем у побуђеном стању, раније или касније се враћа у основно. Вероватноћа за емисију фотона знатно расте ако се систем који је већ у побуђеном стању обасја фотонима чија енергија одговара разлици међу нивоима. Дакле, спољашњи фотон стимулише емисију фотона и то таквог који је у сваком погледу идентичан упадном фотону. Емитовани фотон има исту енергију, правац кретања, поларизацију и фазу. Каже се да је емитовани фотон кохерентан са фотоном који је стимулисао његову емисију.

#### Рејлијево расејање
У Рејлијевом расејању упадни фотон мења смер кретања али не мења енергију. Дакле, његова таласна дужина се не мења а не мења се ни енергијско стање система што је основна одлика еластичног расејања. Ово расејање обрнуто је пропорционално четвртом степену таласне дужине фотона. Дакле фотони мањих таласних дужина расејавају се више него фотони већих. Зато је небо по ведром дану плаво а у сутон и свитање црвенкасто.

#### Раманово расејање
Раманово расејање је пример нееластичног расејања где се мења и енергија расејаног фотона и енергија система. Највећи број фотона се расејава еластично али у системима који имају и додатно унутрашње кретање (вибрације или ротације молекула) понеки фотон може да прими енергију молекулског кретања и да се расеје са малом већом енергијом (антистоксово расејање), или да преда енергију унутрашњем кретању па да се расеје са нешто нижом енергијом (Стоксово расејање). Пошто су ротациони и вибрациони нивои квантирани, квантирана је и енергија размене при расејању па Раманове спектралне линије имају добро дефинисане таласне дужине које зависе од природе молекулског система са којег долази до расејавања.

#### Фото-јонизација (фотоелектрични ефекат)
Ако је енергија упадног фотона већа од енергије везе електрона у атому, молекулу или кристалу онда енергија фотона може да доведе до јонизације мете.

#### Ожеов ефекат
Фотон огромне енергије (обично из опсега х-зрака) може да побуди електроне из унутрашњости електронског омотача и да остави упражњено место врло ниске енергије. То упражњено место може да попуни електрон из вишег енергијског стања при чему вишак енергије треба да преда околини. Најчешће се то дешава емисијом другог фотона али понекад уместо фотона из атома излеће неки други електрон. Тај ожеов електрон има врло одређену кинетичку енергију једнаку разлици ослобођене енергије у првобитном процесу рекомбинације електронских нивоа и сопствене везивне енергије избаченог електрона. Ожеов ефекат се разликује од фото јонизације у томе што емитовани електрон има тачно одређену кинетичку енергију која зависи од атома из којег електрон излеће.

#### Комптонов ефекат
Коптонов ефекат је нееластичан судар високоенергијског фотона (обично из домена х-зрака) и атома. Може се квантитативни описати као еластични судар фотона и слабо везаног електрона. Расејани фотон предаје само део енергије избаченом електрону. Комптонов ефекат је био дуго коришћен као доказ слабости квантне теорије јер је размена енергије фотона и електрона континуална, тј., не одвија се у квантима (порцијама). Међутим, противуречности нема ако се има у виду да се у процесу емитује слободан електрон, и да расејани фотон није онај исти као упадни, тј., упадни фотон је апсорбован а одмах затим емитован нови фотон и слободни електрон. Збир енергија (и импулса) расејаних честица једнак је енергији (импулсу) упадног фотона.

#### Стварање парова
Фотони огромних енергија из домена гама зрака у међуделовању са материјом могу да доведу до стварања пара честица - античестица. Енергија фотона се троши на настанак масе материјалних честица и на њихову кинетичку енергију. Процес је супротан анихилацији пара честица - античестица.